# Unie psychologických asociací ČR
Unie psychologických asociací ČR, z.s. (UPA ČR) je zájmové sdružení českých psychologických asociací a Českomoravské psychologické společnosti, založené v roce 1995. 

## Cíle sdružení
Unie psychologických asociací má čtyři hlavní cíle: 
- reprezentace, obhajování zájmů a koordinace činnosti psychologů napříč členskými organizacemi;
- příprava vzniku zákona o psychologické činnosti a psychologické komoře;
- ochrana veřejnosti před škodami, způsobovanými nekvalifikovanou či nekompetentní činností v psychologické oblasti;
- realizace projektu EuroPsy v České republice.

## Členská sdružení a členství
Unie psychologických asociací ČR je od roku 1999 řádným členem Evropské federace psychologických asociací (EFPA), přihlásila se k Etickému kodexu EFPA a ve spolupráci s Českomoravskou psychologickou společností vysílá české psychology jako zástupce ČR do stálých komisí a výborů EFPA.

### Předsednictvo UPA
Předsednictvo Unie psychologických asociací tvoří zástupci těchto psychologických sdružení:
- Českomoravská psychologická společnost, z. s.
- Česká asociace psychologů práce a organizace, z. s. (psychologie práce)
- Asociace manželských a rodinných poradců, z. s. (poradenská psychologie)
- Asociace školní psychologie, z. s. (pedagogická psychologie, školní psychologie)
- Asociace dopravních psychologů, z. s. (dopravní psychologie)
- Asociace psychologů sportu, z. s. (psychologie sportu)
- Asociace psychologů bezpečnostních sborů, z. s.
- Asociace soukromých psychologů a pedagogů, z. s.
- Asociace psychologů trhu (psychologie trhu, psychologie marketingu) (2009 pozastavena činnost[3])
- Asociace vojenských psychologů (neaktivní)

### Přizvané asociace
- Asociace forenzních psychologů, z. s. (forenzní psychologie)
- Asociace klinických psychologů ČR, z. s. (klinická psychologie)